# قارچ‌های قلوه‌ای
آکاروسپوراسئا (انگلیسی: Acarosporaceae) تیره‌ای قارچ است.